# Casa de Cultura de Sant Vicenç de Montalt
La Casa de Cultura de Sant Vicenç de Montalt és una obra de Sant Vicenç de Montalt (Maresme) inclosa a l'Inventari del Patrimoni Arquitectònic de Catalunya.

## Descripció
Edifici de planta baixa i dues plantes pis. Façana amb elements simètrics d'estil eclèctic, amb les obertures remarcades per motllures. Balcó en el primer pis amb barana de pedra i finestres al segon pis. El coronament de la façana presenta una petita cornisa i una barana de pedra, amb balustrada.